# De Lutte

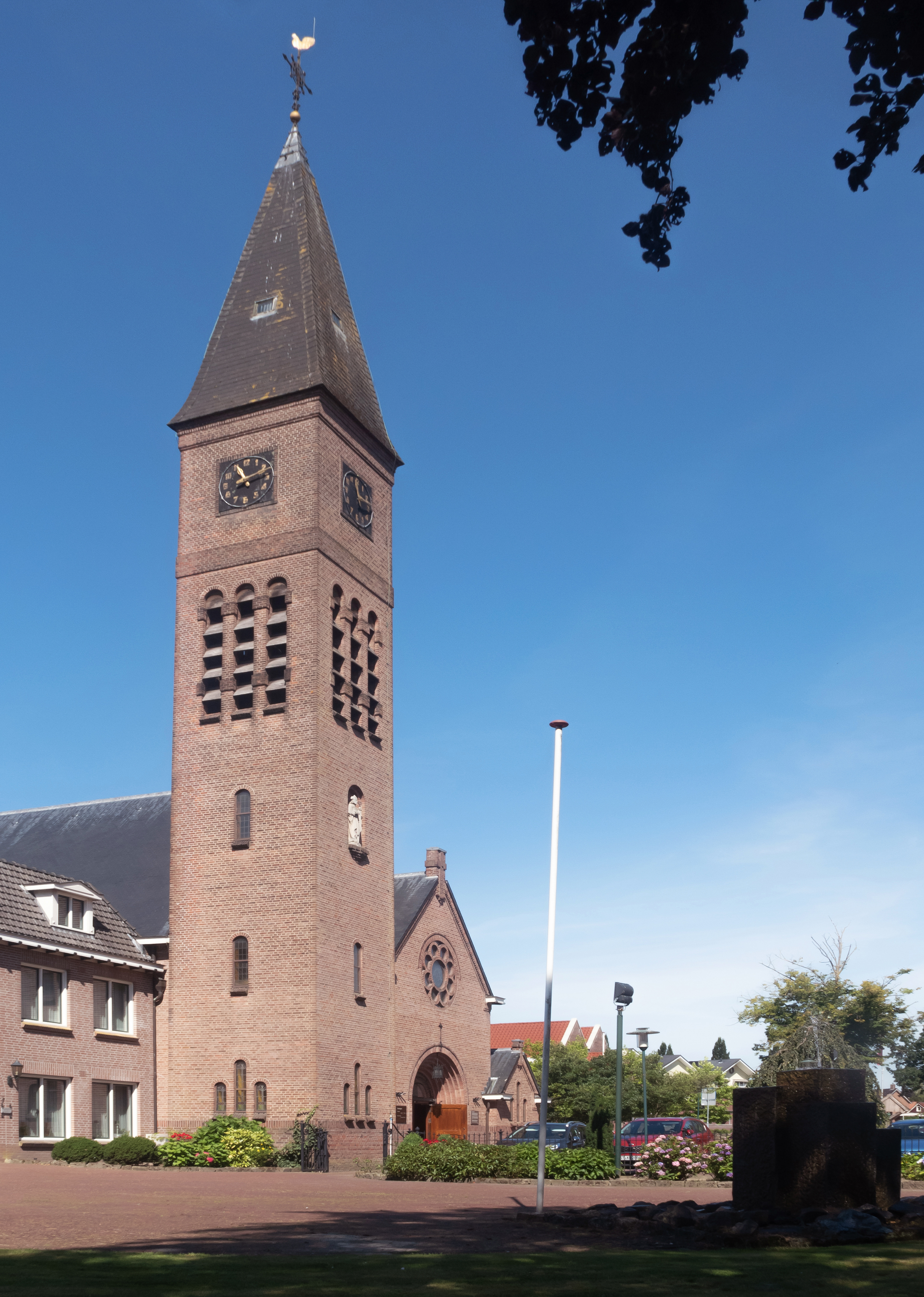
De Lutte, Plechelmuskerk

De Lutte (Nedersaksisch: De Lut) is een dorp in de gemeente Losser, in de Nederlandse provincie Overijssel. Het dorp ligt in Twente, ten oosten van de stad Oldenzaal en telde in 2023 volgens het CBS 3.970 inwoners.
De Lutte ligt aan de A1 en de spoorlijn Almelo - Salzbergen. Het heeft echter geen treinstation. Het dorp staat bekend om natuur- en recreatiegebied het Lutterzand, waar de selectie van AFC Ajax al sinds 1974 een jaarlijks trainingskamp houdt, bij het hotel De Bloemenbeek. 
In het Lutterzand heeft het riviertje de Dinkel zijn natuurlijke karakter mogen behouden. In De Lutte bevindt zich de Tankenberg, de hoogste heuvel (85m) in de provincie Overijssel. Nabij De Lutte liggen ook het arboretum Poort Bulten en de oude grensovergang De Poppe.
In het overwegend rooms-katholieke dorp wordt ook carnaval gevierd. In carnavalstijden heet De Lutte tijdelijk Tuffellaand, refererend aan een oud gezegde over de inwoners van het dorp: 'De Lutter buk vret tuffel met but', waarmee bedoeld wordt: de mensen in de Lutte eten aardappelen met botten (armoe troef). Een van de plaatselijke carnavalsverenigingen heet dan ook de Tuffelkeerlkes.

## Geschiedenis

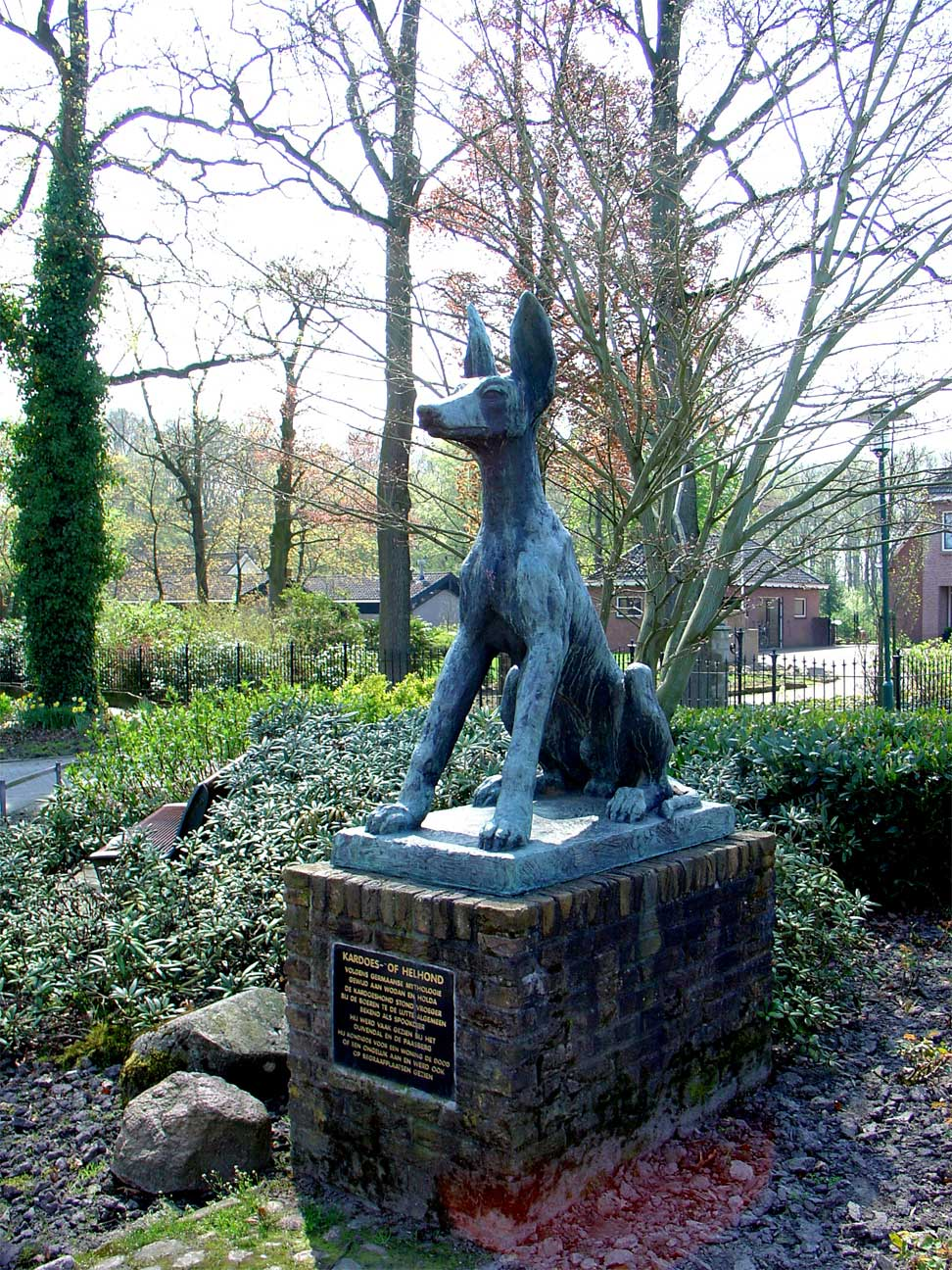
De hel(le)hond door Pieter de Monchy - symbool van De Lutte

De buurschap De Lutte waarin het huidige dorp is ontstaan behoorde voor 1811 tot het richterambt Oldenzaal. Deze buurschap was verdeeld in vier heurnes: de Roder-, Hengeler-, Molter- en Elfterheurne. In de Elfterheurne lag destijds de Monnikenhof. Deze hof, die al in de tiende eeuw werd genoemd, behoorde tot de abdij van Werden. De boerderijen van deze hof, oorspronkelijk bijna dertig in getal, bevonden zich in het gebied tussen Twekkelo in het zuiden en Gölenkamp in de huidige Niedergrafschaft Bentheim in het noorden.